# Kirchanschöring
Kirchanschöring là một đô thị ở huyện Traunstein bang Bayern, Đức.